# New Prague
New Prague (Neu Prag) ist eine Stadt (mit dem Status „City“) im Le Sueur und im Scott County im US-amerikanischen Bundesstaat Minnesota. Das U.S. Census Bureau hat bei der Volkszählung 2020 eine Einwohnerzahl von 8.162 ermittelt.
Der Name New Prague geht auf die vielen tschechischen Einwanderer zurück, die sich im 19. Jahrhundert in der Region ansiedelten. Noch heute wird an jedem dritten Samstag im September Dožínky begangen, das tschechische Erntefest.

## Geografie
New Prague liegt im mittleren Südosten Minnesotas am Minnesota River auf 44°32′36″ nördlicher Breite und 93°34′34″ westlicher Länge. Die Stadt erstreckt sich über 9,87 km².
Benachbarte Orte von New Prague sind Jordan (16,5 km nordnordwestlich), Elko New Market (22,7 km östlich), Lonsdale (18,3 km südöstlich), Montgomery (13,3 km südlich), Heidelberg (10,3 km südwestlich) und Union Hill (7,7 km westlich).
Die nächstgelegenen größeren Städte sind Minneapolis (71,7 km nordöstlich), Minnesotas Hauptstadt Saint Paul (77,5 km in der gleichen Richtung), Rochester (125 km südöstlich), Iowas Hauptstadt Des Moines (363 km südlich), Omaha in Nebraska (544 km südwestlich), Sioux Falls in South Dakota (320 km westsüdwestlich) und Fargo in North Dakota (426 km nordwestlich).

## Verkehr
In New Prague treffen die Minnesota State Routes 13, 19 und 21 zusammen. Alle weiteren Straßen  sind untergeordnete Landstraßen, teils unbefestigte Fahrwege oder innerstädtische Verbindungsstraßen.
In Nord-Süd-Richtung verläuft eine Eisenbahnstrecke der Union Pacific Railroad durch das Stadtgebiet von New Prague.
Der nächste internationale Flughafen ist der Minneapolis-Saint Paul International Airport (67,5 km nordöstlich).

## Demografische Daten
Nach der Volkszählung im Jahr 2010 lebten in New Prague 7321 Menschen in 2711 Haushalten. Die Bevölkerungsdichte betrug 741,7 Einwohner pro Quadratkilometer. In den 2711 Haushalten lebten statistisch je 2,67 Personen.
Ethnisch betrachtet setzte sich die Bevölkerung zusammen aus 96,5 Prozent Weißen, 0,5 Prozent Afroamerikanern, 0,3 Prozent amerikanischen Ureinwohnern, 0,6 Prozent Asiaten sowie 0,6 Prozent aus anderen ethnischen Gruppen; 1,5 Prozent stammten von zwei oder mehr Ethnien ab. Unabhängig von der ethnischen Zugehörigkeit waren 1,9 Prozent der Bevölkerung spanischer oder lateinamerikanischer Abstammung.
31,5 Prozent der Bevölkerung waren unter 18 Jahre alt, 56,1 Prozent waren zwischen 18 und 64 und 12,4 Prozent waren 65 Jahre oder älter. 51,9 Prozent der Bevölkerung war weiblich.

Das mittlere jährliche Einkommen eines Haushalts lag bei 52.769 USD. Das Pro-Kopf-Einkommen betrug 26.723 USD. 6,1 Prozent der Einwohner lebten unterhalb der Armutsgrenze.